# Miguel Ximenes Gomes Rodrigues Sandoval de Castro e Viegas
Miguel Ximenez Gomez Roriguez Sandoval de Castro e Vargas, 1 ° visconde de Pinheiro (Montevideu, 25 de fevereiro de 1806 — Lisboa, 22 de maio de 1884) foi um militar e administrador colonial português. Foi Governador de Angola de 1853 a 1854.
Era filho de D. Manuel Ximenes Gomes Sandoval de Castro e Vargas e de sua primeira mulher D. Margarida Rodrigues Calheiros. 
Alistou-se num dos batalhões cívicos de Montevideu, foi promovido , em 23 de Março de 1823, a alferes ajudante, e depois a tenente, tendo tomado parte nas operações militares em que a divisão de voluntários d'el‑rei participou, veio integrado nela, aquando do seu regresso a  Portugal, tendo chegado a Lisboa em 1824.

## Guerras liberais
Não temos informações sobre a sua vida até aos fins do ano de 1832, em que integrou como voluntário as fileiras do exército de D. Pedro IV. Sob  as ordens do general Zagalo, assistiu ao ataque da Foz em 24 de  janeiro de 1833, tendo, no mês seguinte passado a servir sob as ordens do 1º Duque de Saldanha, e foi nomeado tenente do estado maior do exército, em recompensa aos seus bons serviços e à bravura que evidenciara em todos os combates travados, quer na defesa do Porto, quer na da capital. Acompanhando sempre o general quando este foi em perseguição do exército miguelista, destacou-se novamente na tomada de Pernes, Luna e Torres Novas. Como consequência das  provas de coragem na batalha de Almoster. Foi promovido a capitão para o estado maior em 24 de Julho de 1834.

## Revoluções e revoltas
Entrou na Revolta dos Marechais em 1837, sendo, segundo as disposições da Convenção de Chaves, separado do quadro do exército. Jurando depois a nova constituição, foi colocado em Maio de 1838 na 3.ª secção. Em 1840, foi a Espanha com o Duque de Saldanha que lá foi tratar da questão do Douro, tendo regresado a Lisboa em Junho de 1841. Reintegrado no serviço activo, serviu sempre sob ordens do marechal até 1851, tendo tomado parte na batalha de Torres Vedras.
Quando o marechal Saldanha, em Abril de 1851 entrou numa revolução para derrubar o ministério do conde de Tomar, foi D. Miguel Ximenes um dos seus mais dedicados companheiros e um dos oficiais que mais trabalharam para fazer vingar esse movimento, e por isso, quando a guarnição do Porto se pronunciou e se formou o exército regenerador, foi Ximenes escolhido para exercer o importante cargo de ajudante-general dessa força. Tendo triunfado a revolução o marechal veio para Lisboa; seguiu-se a sua nomeação de presidente do conselho de ministros, a de ministro da guerra e de comandante em chefe do exército; tratando de organizar a secretaria desse comando, nomeou D. Miguel subchefe do estado-maior, concedendo-lhe ao mesmo tempo a graduação de brigadeiro, e o título de visconde de Pinheiro, em duas vidas, por decreto de 21 de Maio de 1851. Em Agosto seguinte foi nomeado governador-geral de Angola, mas continuando ainda a desempenhar as funções de sub chefe do estado-maior general só em Julho de 1853 é que partiu para o ultramar, onde foi curta a sua demora. dado ter sido noticiado a abertura se uma subscrição a favor do governador, não se tendo este oposto a ela, mas favorecendo-a, segundo, então se disse; facto que causou em Portugal uma grande polémica, sendo discutido nas câmaras e na imprensa, pelo que o governo julgou conveniente chamar o general, que a titulo de doença voltou para Lisboa em Agosto de 1854, passando de novo a ocupar o seu antigo lugar no comando em chefe do exército, até que esta repartição superior foi extinta. Posteriormente serviu algum tempo de chefe de estado-maior no comando do corpo a que pertencia, e em 1865 foi promovido a general de brigada e depois nomeado vogal do Supremo Conselho de Justiça Militar. Em Dezembro de 1869, participou na manifestação de alguns oficiais a favor do marechal Saldanha e contra o ministro da guerra, e, mais tarde, acompanhou aquele no movimento de 19 de Maio de 1870; manteve-se no Supremo Tribunal até à sua reforma, em 1874, no posto de general de divisão.
Foi agraciado com o grau de comendador das ordens  de Cristo, da Torre e Espada, e de  de Nossa Senhora da Conceição de Vila Viçosa; cavaleiro da de Avis; condecorado com a cruz de ouro das campanhas do Rio da Prata; grã-cruz da Ordem de Isabel a Católica, comendador da de Carlos III, cavaleiro de 1.ª classe da Ordem de S. Fernando, todas de Espanha. 

## Casamento e filhos
O visconde de Pinheiro casou a 15 de Dezembro de 1833, com D. Maria José de Azevedo e Silva, filha de José Luís da Silva, cavaleiro da ordem de Cristo, e de sua mulher, D. Maria Carlota de Azevedo.
Teve 6 filhos: D.Manuel Maria Duarte Ximenez de Azevedo, D. Maria Carlota Madalena Ximenesz de Azevedo, D. Luís Ximenez de Azevedo e Sousa, D. Maria Ana Ximenez, D.Miguel Ximenez de Azevedo e D. Maria José Carolina Ximenez de Azevedo e Silva.